# Hadenini
Hadenini su pleme žutog ili tačkastog moljaca iz porodice Noctuidae. U ovom plemenu postoji više od 140 rodova i 1.000 opisanih vrsta, koje se nalaze širom sveta.
Hadenini je ranije bilo pleme iz potporodice Hadeninae, ali je Hadeninae premeštena u potporodicu Noctuinae. Plemena Apameini, Caradrinini, Elaphriini, Episemini, Eriopygini, Hadenini, Leucaniini, Orthosiini, i Xylenini su premeštena iz Hadeninae u Noctuinae.

## Rodovi
Postoji 145 rodova koji pripadaju kladi Hadenini.
- Afotella Barnes & Benjamin, 1925
- Anapoma Berio, 1980
- Anarta Ochsenheimer, 1816
- Anartomorpha Alphéraky, 1892
- Antha Staudinger, 1892
- Apospasta Fletcher D.S., 1959
- Aspidifrontia Hampson, 1902
- Bambusiphila Sugi, 1958
- Brithysana Viette, 1963
- Calpiformis Hampson, 1908
- Campydelta Berio, 1964
- Capillamentum Pinhey, 1956
- Caradjia Zerny, 1928
- Cardepia Hampson, 1905
- Catamecia Staudinger, 1898
- Catasema Staudinger, 1888
- Centrochlora Dyar, 1912
- Ceramica Guenée, 1852
- Chabuata Walker, 1858
- Chandata Moore, 1882
- Chlorognesia Warren, 1913
- Chortodes
- Cirrodes Hampson, 1910
- Clavipalpula Staudinger, 1892
- Clemathada Beck, 1996
- Closteromorpha R.Felder, 1874
- Cnodifrontia Hampson, 1902
- Conicofrontia Hampson, 1902
- Conisania Hampson, 1905
- Copifrontia Hampson, 1905
- Coranarta Beck, 1991
- Cornutifera Varga & Ronkay, 1991
- Craterestra Hampson, 1905
- Crosia Dupont, 1910
- Ctenoceratoda Varga, 1992
- Cyclopera Hampson, 1908
- Cyptonychia Hampson, 1900
- Cytocanis Hampson, 1910
- Cytothymia Hampson, 1908
- Dargida Walker, 1856
- Dicerogastra Fletcher D.S., 1961
- Dictyestra Sugi, 1982
- Dimorphicosmia Sugi, 1982
- Diparopsis Hampson, 1902
- Discestra
- Ebertidia Boursin, 1967
- Ectolopha Hampson, 1902
- Elyptron Saalmüller, 1891
- Enterpia Guenée, 1850
- Eremochroa Meyrick, 1897
- Escaria Grote, 1882
- Ethiopica Hampson, 1909
- Ethioterpia Hampson, 1910
- Eulymnia Hampson, 1908
- Euromoia Staudinger, 1892
- Eurypsyche Butler, 1886
- Euterpiodes Hampson, 1908
- Euxenistis Warren, 1910
- Feredayia Kirkaldy, 1910
- Floccifera
- Goenycta Hampson, 1909
- Hada Billberg, 1820
- Hadena Schrank, 1802
- Hadenella Grote, 1883
- Haderonia Staudinger, 1895
- Hadula
- Haplocestra Aurivillius, 1910
- Hecatera Guenée, 1852
- Heterochroma Guenée, 1852
- Hypocalamia Hampson, 1910
- Hypoplexia Hampson, 1908
- Hyporbarathra
- Interdelta Berio, 1964
- Irene Saldaitis & Benedek, 2017
- Kisegira Hreblay & Ronkay, 1999
- Kollariana Hacker, 1996
- Lacanobia Billberg, 1820
- Lepidodelta Viette, 1967
- Leucapamea Sugi, 1982
- Lophotarsia Hampson, 1902
- Mamestra Ochsenheimer, 1816
- Mammifrontia Barnes & Lindsey, 1922
- Megaegira Ronkay, Ronkay, Gyulai & Hacker, 2010
- Melanchra Hübner, 1820
- Meliana
- Melionica Berio, 1970
- Mervia Daricheva, 1961
- Mesoplus Boursin, 1949
- Metopiora Meyrick, 1902
- Monostola Alphéraky, 1892
- Multisigna Varga, Ronkay & Ronkay, 2017
- Neopersectania Rodríguez & Angulo, 2007
- Neopistria Hampson, 1908
- Nereisana Strand, 1911
- Niaboma Nye, 1975
- Nyodes Laporte, 1971
- Odontestra Hampson, 1905
- Omphalestra Fletcher D.S., 1961
- Orthogonia Felder & Felder, 1862
- Pachetra Guenée, 1841
- Palponima Hampson, 1905
- Papestra Sukhareva, 1973
- Paracentropus Boursin, 1958
- Paracroria Hampson, 1908
- Polia Ochsenheimer, 1816
- Protomeceras Rebel, 1901
- Pseudamathes Rothschild, 1920
- Pseuderastria Hampson, 1908
- Pseuderiopus Warren, 1913
- Pygmeopolia Hreblay & Ronkay, 1998
- Rhynchoplexia Hampson, 1908
- Rougeotia Laporte, 1974
- Saalmuellerana Fletcher & Viette, 1962
- Sajania A.G. Vologdin, 1962
- Sapporia Sugi, 1982
- Saragossa Staudinger, 1900
- Sarcopolia Sugi, 1982
- Sciomesa Tams & Bowden, 1953
- Scotogramma H. Edwards, 1887
- Scriptania Hampson, 1905
- Selenistis Hampson, 1908
- Sidemia Staudinger, 1892
- Sideridis Hübner, 1821
- Sparkia Nye, 1975
- Speia Tams & Bowden, 1953
- Spiramater McCabe, 1980
- Stauropides Hampson, 1908
- Stomafrontia Hampson, 1905
- Sugiella Özdikmen, 2008
- Syncalama Hampson, 1908
- Thargelia Püngeler, 1899
- Thyatirodes Hampson, 1909
- Thyrestra Hampson, 1905
- Trichanarta Hampson, 1896
- Trichestra Hampson, 1905
- Tricheurois Hampson, 1905
- Trichocosmia Grote, 1883
- Trichordestra McCabe, 1980
- Tridepia McDunnough, 1937
- Trudestra McDunnough, 1937
- Turanica Boursin, 1963
- Tycomarptes Fletcher D.S., 1961
- Vietteania Rungs, 1956
- Xanthiria Hampson, 1910
- Xantholepis Hampson, 1910

## Literatura
- Lafontaine, J. Donald; Schmidt, B. Christian (2010). „Annotated check list of the Noctuoidea (Insecta, Lepidoptera) of North America north of Mexico”. ZooKeys (40): 127—47. doi:10.3897/zookeys.40.414 .
- Lafontaine, J. Donald; Schmidt, B. Christian (2015). „Additions and corrections to the checklist of the Noctuoidea (Insecta, Lepidoptera) of North America north of Mexico, III”. ZooKeys (527): 227—236. PMC 4668890 . PMID 26692790. doi:10.3897/zookeys.527.6151 .